# Neobulgaria
Neobulgaria Petr. (galaretówka) – rodzaj grzybów z rodziny Gelatinodiscaceae. W Polsce występują 2 gatunki: N. pura i N. koningiana.

## Systematyka i nazewnictwo
Pozycja w klasyfikacji według Index Fungorum: Gelatinodiscaceae, Helotiales, Leotiomycetidae, Leotiomycetes, Pezizomycotina, Ascomycota, Fungi.
Gatunek ten opisał Franz Petrak w 1921 r. Synonim naukowy Evulla Kavina.
Gatunki:
- Neobulgaria alba P.R. Johnst., D.C. Park & M.A. Manning 2010
- Neobulgaria caliciformis Killerm. 1929
- Neobulgaria faginea (Peck) Raitv. 1963
- Neobulgaria henanensis F. Ren & W.Y. Zhuang 2016
- Neobulgaria koningiana Unter. & Réblová 2019
- Neobulgaria lilacina (Fr.) Dennis 1971
- Neobulgaria margaritoidea Killerm. 1929
- Neobulgaria orientalis Raitv. & Bogacheva 2007
- Neobulgaria parvata V.P. Tewari & Ram N. Singh 1975
- Neobulgaria premnophila Roll-Hansen & H. Roll-Hansen 1979
- Neobulgaria pura (Pers.) Petr. 1921 – galaretówka przejrzysta
- Neobulgaria rupicola V.P. Tewari & Ram N. Singh 1975
- Neobulgaria undata (W.G. Sm.) Spooner & Y.J. Yao 1995

Wykaz gatunków i nazwy naukowe według Index Fungorum. Nazwy polskie podali Barbara Gumińska i Władysław Wojewoda w 1985 r.